# Michael de Ridder

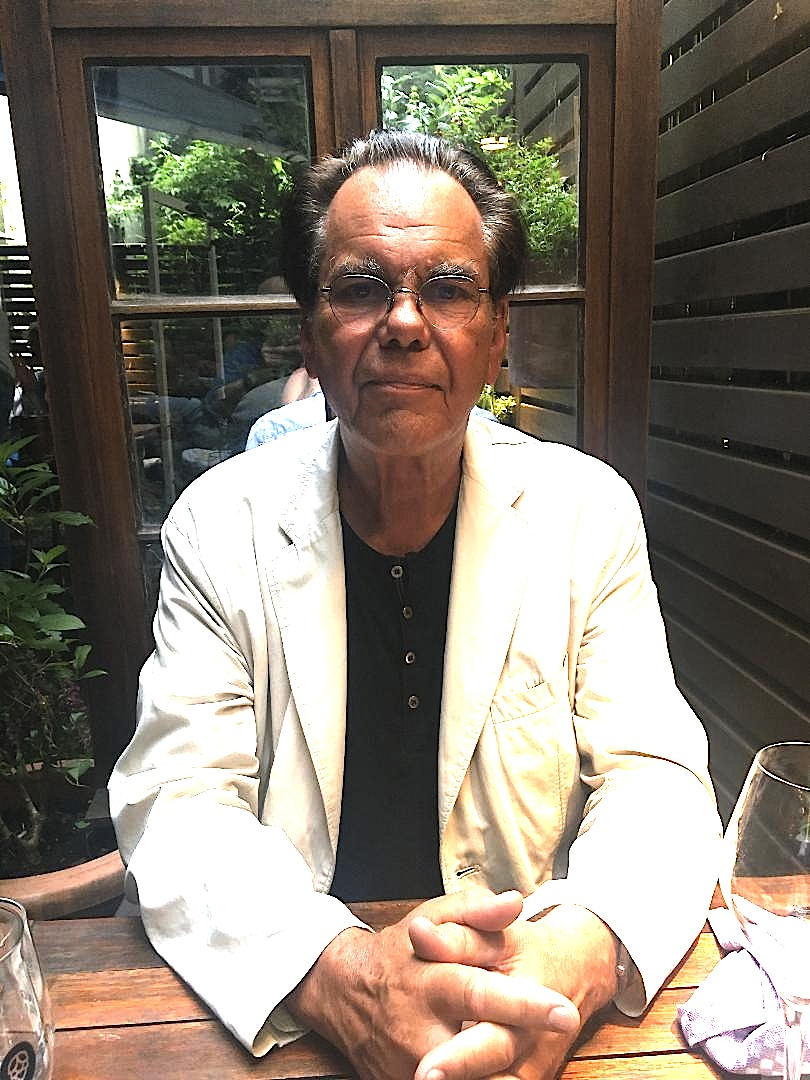
Michael de Ridder, 2021

Michael de Ridder (* 1947 in Ratingen) ist ein in Berlin lebender deutscher Arzt (Facharzt für Innere Medizin), Diplombiologe, Sachbuchautor, Medizinjournalist und Vorsitzender der Hans-Joachim-und-Käthe-Stein-Stiftung für Palliativmedizin.

## Leben und Wirken
Nach dem Besuch des altsprachlichen Zweigs des Görres-Gymnasiums 1957 bis 1966 in Düsseldorf und einer zweijährigen Bundeswehrdienstzeit studierte de Ridder von 1968 bis 1976 Biologie und Medizin an den Universitäten Köln und Düsseldorf. 1974 erhielt er das Diplom im Fach Biologie, 1978 folgte die ärztliche Approbation. Nach seiner Medizinalassistentenzeit in Uetersen und Hamburg arbeitete er als Assistenzarzt an verschiedenen Hamburger Kliniken, unterbrochen durch einen zweimonatigen ärztlichen Einsatz in einem thailändischen Lager für kambodschanische Flüchtlinge. 1982 siedelte er um nach Berlin und begann dort seine Ausbildung zum Internisten, die er 1988 im heutigen Krankenhauses Am Urban mit dem Facharzt für Innere Medizin abschloss. 1991 promovierte de Ridder zum Dr. med. mit der Arbeit „Heroin – die Geschichte einer pharmazeutischen Spezialität“. Ab 1998 leitete er zunächst als Oberarzt, ab 2009 als Chefarzt die Rettungsstelle und Aufnahmestation des Vivantes-Klinikums Am Urban. 2003 übernahm er von Prof. Wolfgang Dißmann den Vorsitz des Kuratoriums der Hans-Joachim-und-Käthe-Stein-Stiftung, die jährlich einen Berliner Bürger auszeichnet, der sich um die Patientenversorgung (insbes. am Lebensende) besonders verdient gemacht hat. 2011 wurde er Mitgründer und Geschäftsführer (bis 2013) des Vivantes-Hospizes in Berlin-Tempelhof. 2016 legte er, gemeinsam mit anderen Klägern, gegen den Strafrechtsparagraphen 217 (Verbot der geschäftsmäßigen Förderung der Selbsttötung) Beschwerde beim Bundesverfassungsgericht ein, das am 26. Februar 2020 den § 217 StGB für nichtig erklärte.
Michael de Ridder ist mit der Diplomsoziologin Margret Lüdemann-de Ridder verheiratet, die als Supervisorin und Coach in Hamburg tätig ist.
Von Anbeginn seines ärztlichen Daseins galt de Ridders Interesse und Engagement den „Rändern“ der Medizin – der unzureichenden medizinischen Versorgung von Drogenabhängigen, Migranten, Unversicherten, Pflegebedürftigen und Sterbenden. Er kritisierte den sich zusehends dehumanisierenden, von Wildwuchs und merkantilen Interessen durchsetzten Medizinbetrieb, dem Empathie und Verteilungsgerechtigkeit in seinen Augen zusehends abhandenkommen. Zum Schwerpunkt seiner Arbeit wurde die Medizin am Lebensende (Palliativmedizin), insbesondere die Problematik des selbstbestimmten Sterbens, mit der er sich in zahlreichen Fachpublikationen und Medienbeiträgen (Presse, Hörfunk, Fernsehen) und in mehreren Büchern auseinandersetzte.

## Buchpublikationen
- Heroin – vom Arzneimittel zur Droge. Frankfurt, Campus-Verlag 2000, ISBN 3-593-36464-6
- Wie wollen wir sterben? München, DVA 2010, ISBN 978-3-421-04419-8
- Welche Medizin wollen wir? München, DVA (2013), ISBN 978-3-421-04624-6
- Medical futility (zus. mit Lawrence J. Schneiderman) in: Handbook of Clinical Neurology (Vol. 118), Elsevier (2013), ISBN 978-0-444-53501-6
- Abschied vom Leben. München, Pantheon (2017), ISBN 978-3-570-55356-5
- Wer sterben will, muss sterben dürfen. München, DVA (2021), ISBN 978-3-421-04877-6

## Aufsätze in Zeitungen und Zeitschriften (Auswahl)
- Der Stoff, die Nadel und der Tod, Süddeutsche Zeitung, 1. Feb. 1992
- Vom Unheil sinnloser Medizin, Der Spiegel, 18/1998
- Verwahrlost und verendet, Der Spiegel, 2/2001
- The Soft Science of German Cardiology (zus. mit W. Dißmann), The Lancet, 8. Juni 2002
- Hepatitisimpfung auf offenen Drogenszenen, Deutsches Ärzteblatt 101 (2004)
- Der alltägliche Skandal, Berliner Ärzte 3/2007
- Alexanders Sterben, Die Welt, 22. März 2010
- Letzte Hilfe, Die Zeit, 22. Juli 2010
- Sterben darf nicht normiert werden, FAZ, 30. Apr. 2014
- Nicht mal der Tod ist noch sicher, Der Tagesspiegel, 2. Apr. 2017
- Warum die Deutschen kein Herz haben, Der Tagesspiegel, 5. Aug. 2018
- Aufstieg und Fall des Strafrechtsparagraphen 217, Merkur 5/2021

## Preise und Ehrungen
- 2009: Ossip-K.–Flechtheim-Preis des Humanistischen Verbandes Deutschlands (HVD)
- 2010: Sonderpreis „Lebensuhr“ der Deutschen Gesellschaft für Humanes Sterben (DGHS)
- 2010: Preis „Licht ins Dunkel“ der Wolfgang-Fichtner-Stiftung
- 2012: Überreichung des ZOHARS des Kabbalah Centre in Berlin
- 2021: Preis für das Lebenswerk von der Hamburger Stiftung Gesundheit